# Mountain House
Mountain House es una ciudad ubicada en el condado de San Joaquín en el estado estadounidense de California. 

## Demografía
En el año 2010 tenía una población de 9.675 habitantes.
Para el censo del año 2020, la población ascendió a 24.499 habitantes. De estos, 5.220 eran blancos, 189 amerindios, 13.382 asiáticos, 1.790 afroamericanos, 3.196 hispanos o latinos, 157 isleños del Pacífico, 1.424 de otra raza y 2.337 de dos o más razas.

## Geografía
Mountain House se encuentra ubicado en las coordenadas 37°46′26″N 121°32′39″O / 37.77389, -121.54417.